# Ursula Winnington

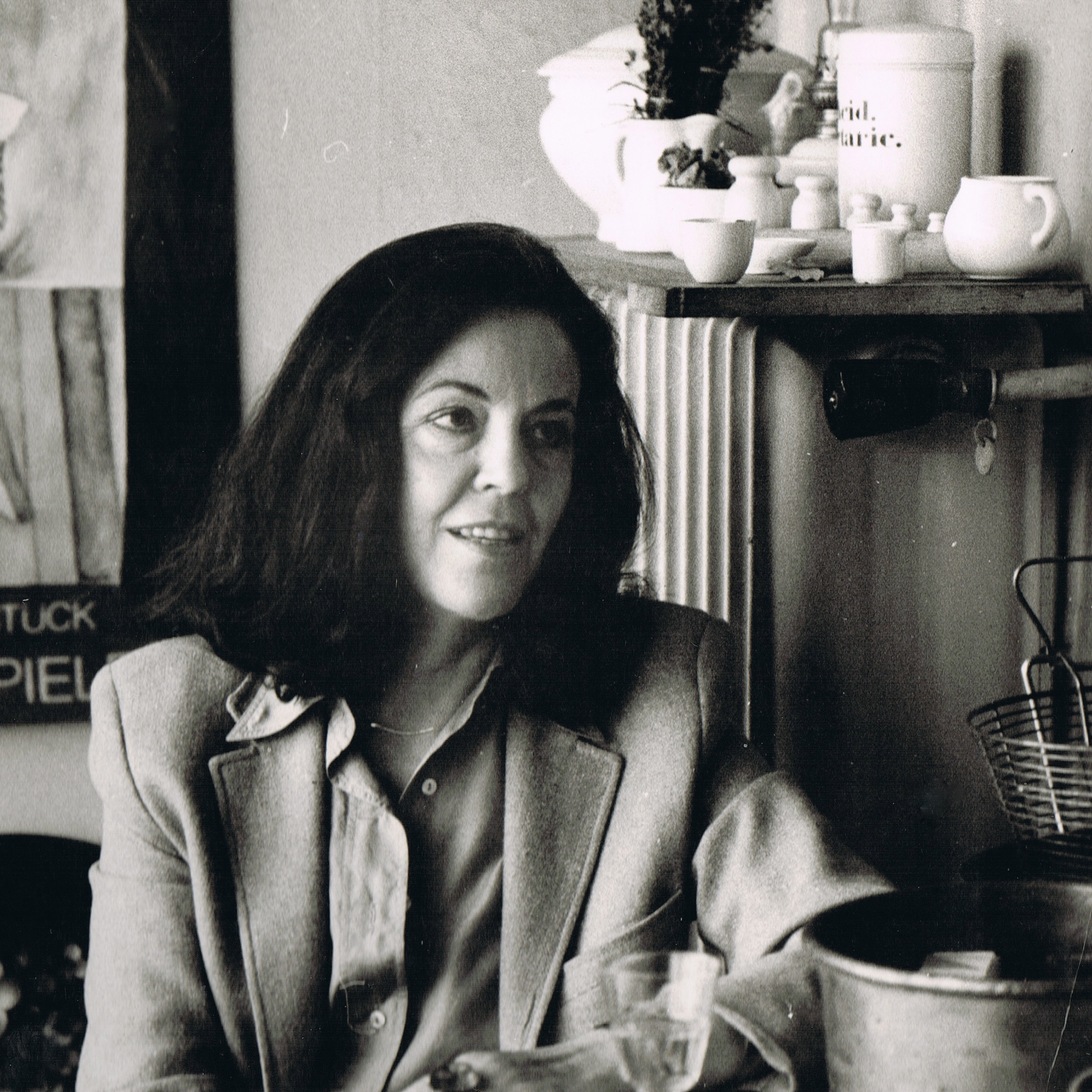
Ursula Winnington (ca. 1975)

Ursula Winnington (auch Ursula Wittbrodt-Winnington; * 8. August 1928 als Ursula Fengler in Wandlitz; † 4. Mai 2025 in Berlin) war eine deutsche Journalistin und Kochbuchautorin; ihre Bücher erreichten eine Gesamtauflage von über einer Million. Als „Koch-Queen des Ostens“ erlangte sie in der DDR mit ihrer Kolumne Liebe, Phantasie und Kochkunst in der Monatszeitschrift Das Magazin große Bekanntheit.

## Leben
Nachdem das Wohnhaus ihrer Familie in Rostock 1942 ausgebombt worden war, zog Winnington zu Verwandten aufs Land. Da auf deren Gutshof täglich viele Personen zu versorgen waren, half sie bereits in jungen Jahren in der Küche und entdeckte dabei ihre Leidenschaft für das Kochen.
1949 erlangte sie ihren Abschluss als staatlich geprüfte Landwirtin an der Fachschule für Landwirtschaft in Rostock, zwischen 1951 und 1954 studierte sie Landwirtschaft an der Humboldt-Universität zu Berlin. 1959 promovierte sie zum Dr. agr. an der Universität Rostock. In dieser Zeit lernte sie Hans Wittbrodt kennen, den sie 1952 heiratete.
Erste Erfahrungen mit dem Schreiben von Texten machte sie beim Landwirtschaftlichen Zentralblatt, wo sie zwischen 1954 und 1964 als Redakteurin und später Chefredakteurin tätig war. Ab 1964 schrieb sie als Journalistin für die NBI, Horizont und die Für Dich. Dort verfasste sie Artikel mit so launigen Titeln wie Broiler kontra blaue Ritter und Besser gesund und schlank als wohlbeleibt und krank. Von 1964 bis 1966 arbeitete Winnington als freie Mitarbeiterin beim Fernsehfunk der DDR, unter anderem als Spielmeisterin für die Live-Quizsendung Gewußt und Gewonnen. In den siebziger und achtziger Jahren arbeitete sie außerdem für die Zeitschrift Guter Rat und als Feuilletonistin für die Sybille.
Ende der fünfziger Jahre lernte sie auf einer Indienreise die asiatische Küche kennen und lieben. 1969 heiratete sie den in der DDR lebenden britischen Journalisten Alan Winnington, der sein Wissen über die chinesische Küche mit in die Ehe brachte, und gemeinsam unternahmen sie weitere Reisen ins Ausland. Durch diese Eindrücke und Erfahrungen spezialisierte sie sich auf Rezepte aus fremden Ländern, die in der durch begrenzte Reisefreiheit geprägten DDR dankbar aufgenommen wurden. Für den Verlag für die Frau schrieb sie mehrere Sonderhefte wie etwa Tee zu jeder Jahreszeit oder Küche anderer Länder, in denen sie derlei exotische Rezepte vorstellte. 1981 steuerte sie zudem Beiträge zu der Fernsehsendung Sie und Er und Tausend Fragen bei und war 1987 für einige Folgen zu Gast als Fernsehköchin bei Haushalts-Allerlei Praktisch Serviert (HAPS). 1977 veröffentlichte sie außerdem ihr erstes Kochbuch, dem weitere folgen sollten.
Seit 1965 verfasste Winnington in Das Magazin feuilletonistische Beiträge. Später, von 1976 bis 1991, schrieb sie für Das Magazin jeden Monat die Seite Liebe, Phantasie und Kochkunst „und ist dabei im Laufe der Jahre so etwas wie der Biolek der DDR geworden“. Auf der Seite beschrieb sie, zunächst unter dem Pseudonym Magnus, später unter ihrem eigenen Namen, nicht nur Rezepte, sondern auch kulturhistorische Anekdoten und Informationen über die aphrodisierende Wirkung von Lebensmitteln. Die Seiten hatten Überschriften wie Basilikum wirft Jungfrauen um, Schlafmittel für Gladiatoren oder Süßer Bettgenosse; meistens zierte eine kleine Illustration von Horst Hussel das Blatt. Auch hier stammten die vorgestellten Rezepte aus den Küchen der ganzen Welt.

„Sie lasen sich wie orgiastische Ausflüge in die Welt: Asparagi à la milanese, Coq au vin, Huhn à la Gongbao - allein die Wörter klangen nach verbotenen Früchten, dufteten nach Sünde. Die Rezepte der Ursula Winnington, die […] auf den rosa Seiten des ‚Magazins‘ erschienen, waren wie ein West-Visum für jedermann, eine lukullische Verführung zur Grenzüberschreitung, Republikflucht in der Bratpfanne. […] Die [Leser] sammelten die rosa Seiten, sie holten sich die verweigerte Welt wenigstens in die Kochtöpfe – mit Winningtons Bouillabaisse war man auch in Dresden und Rostock ein bißchen in Marseille.“

Diese zu DDR-Zeiten legendäre Kolumne Liebe, Phantasie und Kochkunst wird mittlerweile von Winningtons Enkeltochter Lilly Böhm in Das Magazin weitergeführt.
Nach der Wende eröffnete Winnington 1995 in Berlin das Gecko, einen Laden für exotische Möbel und Geschenke aus aller Welt. Ab 1992 legte der Klatschmohn Verlag drei ihrer populärsten Bücher neu auf, 2008 veröffentlichte sie ein weiteres Buch Liebe, Lust und Leckereien. Zuletzt lebte Ursula Winnington in der Nähe von Berlin. In Wandlitz hatte sie ein Sommerhaus. Am 4. Mai 2025 starb Ursula Winnington im Alter von 96 Jahren in Berlin.

## Pressestimmen
„Ihre […] Kolumne ‚Liebe, Phantasie und Kochkunst‘ war Sammelobjekt und so begehrt wie der allzeit knappe Knoblauch.“

„Fantasiereich war die Winnington. So kochte sie chinesische Gerichte ohne Sojasoße und Bambus. ‚Dafür nahmen wir Erwa-Speisewürze und gelben Paprika aus Bulgarien‘, schmunzelt die 76-jährige. Aus Koriander, Kreuzkümmel, Zimtpulver, Pfefferkörnern, Muskat, Nelkenpulver und Kardamom zauberte sie eine scharf riechende ‚indische‘ Gewürzmischung.“

## Bücher
- Kleines Kochbuch für Kinder. Kinderbuchverlag, 1977, ISBN 3-358-00257-8
- Ein Leib- und Magenbuch. Verlag für die Frau, 1981.
- Kleines Gewürzbuch für Kinder. Kinderbuchverlag, 1984.
- Liebe, Phantasie und Kochkunst. Berliner Verlag, 1985.
- Koche nach des Jahres Zeit. Verlag für die Wirtschaft, 1991.
- Köchelei fürs Paradies. edition q, 1991.
- Ein Leib- und Magenbuch. edition q, 1991.
- Aphrodites Gaben. Eulenspiegel Verlag, 1991.
- Köchelei fürs Paradies. Klatschmohn Verlag, 1999.
- Aphrodites Gaben. Klatschmohn Verlag, 1999.
- Liebe, Phantasie und Kochkunst. Klatschmohn Verlag, 2000.
- Liebe, Lust und Leckereien. Klatschmohn Verlag, 2008.